# زبان یهودی-یزدی
یهودی-یزدی زبان رو به مرگ جامعه یهودی ساکن در یزد است. زبان یهودی-یزدی همانند سایر زبان‌های یهودی دارای مقدار زیادی وام‌واژه از عبری است و به گونه‌ای از الفبای عبری نوشته می‌شود.